# Seán Kyne
Seán Kyne, né le 16 mai 1975, est un homme politique irlandais, membre du Fine Gael.
Il est sénateur du Panel culturel et éducatif depuis mars 2020, et auparavant de février 2020 à mars 2020, après avoir été nommé par le Taoiseach. Il est ministre d’État de 2016 à 2020, notamment comme whip en chef du gouvernement de 2018 à 2020. Il est Teachta Dála (TD) pour la circonscription de Galway West de 2011 à 2020.

## Vie privée
Kyne est originaire de Moycullen, dans le comté de Galway. Il fréquente le St Mary's College de Galway, puis le NUI Galway et l'University College de Dublin, où il étudie les sciences agricoles (diplôme primaire à Galway et maîtrise à Dublin),.

## Politique
Aux élections locales de 2004, il est élu au conseil du comté de Galway pour la zone électorale locale du Connemara. Il est réélu au conseil du comté de Galway en 2009, après s'être présenté sans succès à Galway West aux élections générales de 2007. Il échoue également aux élections de 2007 au 23e Seanad, lorsqu'il se présente au Panel agricole.
Son élection à Galway West est le dernier résultat déclaré aux élections générales de 2011. Kyne devance la candidate indépendante Catherine Connolly par une marge de 17 voix. Connolly demande un recomptage complet, qui se termine après un total de quatre jours de dépouillement, mais n'a pas modifié le résultat. Sa victoire donne au Fine Gael deux sièges à Galway West pour la première fois depuis 1982. Il est réélu aux élections générales de 2016.
Le 19 mai 2016, il est nommé ministre d'État chargé des Affaires du Gaeltacht et des Ressources naturelles par le nouveau gouvernement minoritaire du Fine Gael et des Indépendants dirigé par Enda Kenny. Il sert jusqu'à ce que Kenny démissionne de son poste de Taoiseach le 14 juin 2017.
Le 20 juin 2017, il est nommé ministre d'État chargé des Ressources naturelles, des Affaires communautaires et du Développement numérique par le gouvernement minoritaire dirigé par Leo Varadkar. À la suite d'un remaniement ministériel le 11 octobre 2018, il est nommé par le gouvernement whip en chef du gouvernement et ministre d'État pour le Gaeilge, le Gaeltacht et les îles.
Il perd son siège aux élections générales de 2020. Il est nommé au Seanad par le Taoiseach Leo Varadkar, pour combler un poste laissé vacant par l'élection de Frank Feighan au Dáil. Le 31 mars 2020, Kyne est élu au Seanad Éireann lors de l'élection de 2020 au sein du panel culturel et éducatif. Il continue à exercer les fonctions de ministre d'État jusqu'à la formation d'un nouveau gouvernement le 27 juin 2020.